# Calling Elvis
"Calling Elvis" là bài hát do Mark Knopfler sáng tác và ban nhạc Dire Straits trình diễn. Bài hát được giới thiệu ở trong album cuối cùng của ban được thu tại phòng thu âm, album On Every Street (1991). Nó cũng được giới thiệu trong album thu trực tiếp On The Night (1993).
Bài hát được sáng tác có nội dung liên quan tới Elvis Presley.
Một trong những câu nhắc đến Elvis là "Yeah you've gotta tell him / he's still the man" hay "Oh love me tender / Baby don't be cruel / Return to sender / Treat me like a fool". Trong phiên bản "Calling Elvis" được thu âm tại phòng thu âm, Knopfler hát câu này một cách nghiêm chỉnh nhưng trong buổi trình diễn On The Night vào năm 1993, anh đã hát câu đó với giọng khá châm biếm. Với câu hát này Dire Straits có thể trở nên ban nhạc nổi tiếng nhất thế giới vào thời điểm đó và Knopfler đã trở thành một ông vua nhạc Rock 'n Roll mới.